# Championnats du monde d'haltérophilie 2010
Navigation
Édition précédente Édition suivante
Les Championnats du monde d'haltérophilie 2010 ont lieu à Antalya en Turquie du 17 septembre 2010 au 26 septembre 2010.

## Médaillés

### Hommes
| Épreuves | Épreuves    | Or                                | Or     | Argent                            | Argent | Bronze                      | Bronze |
| – 56 kg  | Arraché     | Wu Jingbiao Chine                 | 132 kg | Cha Kum Chol Corée du Nord        | 130 kg | Long Qingquan Chine         | 127 kg |
| – 56 kg  | Épaulé-Jeté | Long Qingquan Chine               | 161 kg | Wu Jingbiao Chine                 | 160 kg | Carlos Berna Colombie       | 152 kg |
| – 56 kg  | Total       | Wu Jingbiao Chine                 | 292 kg | Long Qingquan Chine               | 288 kg | Cha Kum Chol Corée du Nord  | 280 kg |
| – 62 kg  | Arraché     | Kim Un Guk Corée du Nord          | 147 kg | Erol Bilgin Turquie               | 143 kg | Ding Jianjun Chine          | 142 kg |
| – 62 kg  | Épaulé-Jeté | Zhang Jie Chine                   | 174 kg | Kim Un Guk Corée du Nord          | 173 kg | Eko Yuli Irawan Indonésie   | 172 kg |
| – 62 kg  | Total       | Kim Un Guk Corée du Nord          | 320 kg | Zhang Jie Chine                   | 315 kg | Erol Bilgin Turquie         | 314 kg |
| – 69 kg  | Arraché     | Mete Binay Turquie                | 160 kg | Liao Hui Chine                    | 160 kg | Ninel Miculescu Roumanie    | 157 kg |
| – 69 kg  | Épaulé-Jeté | Liao Hui Chine                    | 198 kg | Kim Kum Sok Corée du Nord         | 181 kg | Armen Kazaryan Russie       | 181 kg |
| – 69 kg  | Total       | Liao Hui Chine                    | 358 kg | Ninel Miculescu Roumanie          | 337 kg | Mete Binay Turquie          | 335 kg |
| – 77 kg  | Arraché     | Tigran Gevorg Martirosyan Arménie | 173 kg | Lu Xiaojun Chine                  | 170 kg | Kianoush Rostami Iran       | 161 kg |
| – 77 kg  | Épaulé-Jeté | Lu Xiaojun Chine                  | 200 kg | Tigran Gevorg Martirosyan Arménie | 200 kg | Tarek Yehia Égypte          | 161 kg |
| – 77 kg  | Total       | Tigran Gevorg Martirosyan Arménie | 373 kg | Lu Xiaojun Chine                  | 370 kg | Tarek Yehia Égypte          | 356 kg |
| – 85 kg  | Arraché     | Ara Khachatryan Arménie           | 175 kg | Adrian Zielinski Pologne          | 173 kg | Aleksey Yufkin Russie       | 172 kg |
| – 85 kg  | Épaulé-Jeté | Siarhei Lahun Biélorussie         | 211 kg | Yoelmis Hernandez Cuba            | 210 kg | Adrian Zielinski Pologne    | 210 kg |
| – 85 kg  | Total       | Adrian Zielinski Pologne          | 383 kg | Aleksey Yufkin Russie             | 380 kg | Siarhei Lahun Biélorussie   | 377 kg |
| – 94 kg  | Arraché     | Alexandr Ivanov Russie            | 185 kg | Artem Ivanov Ukraine              | 185 kg | Vladimir Sedov Kazakhstan   | 180 kg |
| – 94 kg  | Épaulé-Jeté | Valeriu Calancea Roumanie         | 220 kg | Alexandr Ivanov Russie            | 218 kg | Andrey Demanov Russie       | 218 kg |
| – 94 kg  | Total       | Alexandr Ivanov Russie            | 403 kg | Artem Ivanov Ukraine              | 402 kg | Valeriu Calancea Roumanie   | 397 kg |
| – 105 kg | Arraché     | Dmitry Klokov Russie              | 192 kg | Vladimir Smorchkov Russie         | 190 kg | Marcin Dołęga Pologne       | 188 kg |
| – 105 kg | Épaulé-Jeté | Marcin Dołęga Pologne             | 227 kg | Dmitry Klokov Russie              | 223 kg | Bartlomiej Bonk Pologne     | 222 kg |
| – 105 kg | Total       | Marcin Dołęga Pologne             | 415 kg | Dmitry Klokov Russie              | 415 kg | Vladimir Smorchkov Russie   | 410 kg |
| + 105 kg | Arraché     | Evgeny Chigishev Russie           | 210 kg | Behdad Salimi Iran                | 208 kg | Artem Udachyn Ukraine       | 205 kg |
| + 105 kg | Épaulé-Jeté | Matthias Steiner Allemagne        | 246 kg | Behdad Salimi Iran                | 245 kg | Jeon Sang-Guen Corée du Sud | 242 kg |
| + 105 kg | Total       | Behdad Salimi Iran                | 453 kg | Matthias Steiner Allemagne        | 440 kg | Artem Udachyn Ukraine       | 440 kg |

### Femmes
| Épreuves | Épreuves    | Or                             | Or     | Argent                                     | Argent | Bronze                                     | Bronze |
| – 48 kg  | Arraché     | Nurcan Taylan Turquie          | 93 kg  | Sibel Özkan Turquie                        | 90 kg  | Tian Yuan Chine                            | 88 kg  |
| – 48 kg  | Épaulé-Jeté | Nurcan Taylan Turquie          | 121 kg | Tian Yuan Chine                            | 116 kg | Sibel Özkan Turquie                        | 115 kg |
| – 48 kg  | Total       | Nurcan Taylan Turquie          | 214 kg | Sibel Özkan Turquie                        | 205 kg | Tian Yuan Chine                            | 204 kg |
| – 53 kg  | Arraché     | Chen Xiaoting Chine            | 100 kg | Yudelquis Maridalin République dominicaine | 93 kg  | Aylin Daşdelen Turquie                     | 90 kg  |
| – 53 kg  | Épaulé-Jeté | Chen Xiaoting Chine            | 122 kg | Aylin Daşdelen Turquie                     | 121 kg | Hiromi Miyake Japon                        | 113 kg |
| – 53 kg  | Total       | Chen Xiaoting Chine            | 222 kg | Aylin Daşdelen Turquie                     | 211 kg | Yudelquis Maridalin République dominicaine | 206 kg |
| – 58 kg  | Arraché     | Pak Hyon Suk Corée du Nord     | 103 kg | Nastassia Novikava Biélorussie             | 103 kg | Deng Wei Chine                             | 102 kg |
| – 58 kg  | Épaulé-Jeté | Deng Wei Chine                 | 135 kg | Jong Chun Mi Corée du Nord                 | 130 kg | Nastassia Novikava Biélorussie             | 130 kg |
| – 58 kg  | Total       | Deng Wei Chine                 | 237 kg | Nastassia Novikava Biélorussie             | 233 kg | Jong Chun Mi Corée du Nord                 | 230 kg |
| – 63 kg  | Arraché     | Ouyang Xiaofang Chine          | 112 kg | Sibel Şimşek Turquie                       | 111 kg | Kim Soo-Kyung Corée du Sud                 | 107 kg |
| – 63 kg  | Épaulé-Jeté | Maiya Maneza Kazakhstan        | 143 kg | Nisida Valoeyes Colombie                   | 134 kg | O Jong-Ae Corée du Nord                    | 130 kg |
| – 63 kg  | Total       | Maiya Maneza Kazakhstan        | 246 kg | Sibel Şimşek Turquie                       | 241 kg | Ouyang Xiaofang Chine                      | 241 kg |
| – 69 kg  | Arraché     | Svetlana Shimkova Russie       | 116 kg | Kang Yue Chine                             | 113 kg | Meline Daluzyan Arménie                    | 112 kg |
| – 69 kg  | Épaulé-Jeté | Svetlana Shimkova Russie       | 140 kg | Kang Yue Chine                             | 140 kg | Meline Daluzyan Arménie                    | 139 kg |
| – 69 kg  | Total       | Svetlana Shimkova Russie       | 256 kg | Kang Yue Chine                             | 253 kg | Meline Daluzyan Arménie                    | 251 kg |
| – 75 kg  | Arraché     | Svetlana Podobedova Kazakhstan | 134 kg | Natalia Zabolotnaya Russie                 | 133 kg | Nadezhda Yevstyukhina Russie               | 123 kg |
| – 75 kg  | Épaulé-Jeté | Svetlana Podobedova Kazakhstan | 161 kg | Nadezhda Yevstyukhina Russie               | 160 kg | Natalia Zabolotnaya Russie                 | 160 kg |
| – 75 kg  | Total       | Svetlana Podobedova Kazakhstan | 295 kg | Natalia Zabolotnaya Russie                 | 293 kg | Nadezhda Yevstyukhina Russie               | 283 kg |
| + 75 kg  | Arraché     | Tatiana Kashirina Russie       | 145 kg | Meng Suping Chine                          | 131 kg | Jang Mi-Ran Corée du Sud                   | 130 kg |
| + 75 kg  | Épaulé-Jeté | Meng Suping Chine              | 179 kg | Jang Mi-Ran Corée du Sud                   | 179 kg | Tatiana Kashirina Russie                   | 170 kg |
| + 75 kg  | Total       | Tatiana Kashirina Russie       | 315 kg | Meng Suping Chine                          | 310 kg | Jang Mi-Ran Corée du Sud                   | 309 kg |

## Tableau des médailles
Tableau des médailles: Résultat total.
| Rang  | Nation                 | Or | Argent | Bronze | Total |
| ----- | ---------------------- | -- | ------ | ------ | ----- |
| 1     | Chine                  | 3  | 5      | 2      | 10    |
| 2     | Russie                 | 3  | 4      | 2      | 9     |
| 3     | Turquie                | 2  | 3      | 1      | 6     |
| 4     | Kazakhstan             | 2  | 0      | 0      | 2     |
| 4     | Pologne                | 2  | 0      | 0      | 2     |
| 6     | Corée du Nord          | 1  | 0      | 2      | 3     |
| 7     | Arménie                | 1  | 0      | 1      | 2     |
| 8     | Iran                   | 1  | 0      | 0      | 1     |
| 9     | BLR                    | 0  | 1      | 1      | 2     |
| 9     | Ukraine                | 0  | 1      | 1      | 2     |
| 11    | Allemagne              | 0  | 1      | 0      | 1     |
| 12    | République dominicaine | 0  | 0      | 1      | 1     |
| 12    | Égypte                 | 0  | 0      | 1      | 1     |
| 12    | Indonésie              | 0  | 0      | 1      | 1     |
| 12    | Roumanie               | 0  | 0      | 1      | 1     |
| 12    | Corée du Sud           | 0  | 0      | 1      | 1     |
| Total | Total                  | 15 | 15     | 15     | 45    |

Tableau des médailles: Résultat total, Arraché et Epaulé-jeté.
| Rang  | Nation                 | Or | Argent | Bronze | Total |
| ----- | ---------------------- | -- | ------ | ------ | ----- |
| 1     | Chine                  | 12 | 11     | 6      | 29    |
| 2     | Russie                 | 9  | 11     | 7      | 27    |
| 3     | Turquie                | 5  | 7      | 3      | 15    |
| 4     | Kazakhstan             | 5  | 0      | 1      | 6     |
| 5     | Corée du Nord          | 4  | 3      | 3      | 10    |
| 6     | Arménie                | 3  | 1      | 3      | 7     |
| 6     | Pologne                | 3  | 1      | 3      | 7     |
| 8     | BLR                    | 1  | 2      | 2      | 5     |
| 9     | Iran                   | 1  | 2      | 1      | 4     |
| 10    | Allemagne              | 1  | 1      | 0      | 2     |
| 11    | Roumanie               | 1  | 0      | 1      | 2     |
| 12    | Ukraine                | 0  | 2      | 2      | 4     |
| 13    | Corée du Sud           | 0  | 1      | 4      | 5     |
| 14    | Colombie               | 0  | 1      | 1      | 2     |
| 14    | Cuba                   | 0  | 1      | 1      | 2     |
| 14    | République dominicaine | 0  | 1      | 1      | 2     |
| 17    | Indonésie              | 0  | 0      | 3      | 3     |
| 18    | Égypte                 | 0  | 0      | 2      | 2     |
| 19    | Japon                  | 0  | 0      | 1      | 1     |
| Total | Total                  | 45 | 45     | 45     | 135   |

## Classement des nations
| Rang | Pays         | Points |
| ---- | ------------ | ------ |
| 1    | Russie       | 520    |
| 2    | Chine        | 453    |
| 3    | Pologne      | 429    |
| 4    | Ouzbékistan  | 384    |
| 5    | Iran         | 335    |
| 6    | Corée du Sud | 307    |

| Rang | Pays       | Points |
| ---- | ---------- | ------ |
| 1    | Chine      | 522    |
| 2    | Kazakhstan | 413    |
| 3    | Turquie    | 398    |
| 4    | Russie     | 384    |
| 5    | Colombie   | 362    |
| 6    | Thaïlande  | 315    |